# تيكمه داش
تيكمه داش (بالفارسية: تیکمه‌داش) هي مدينة تقع في إيران في ناحية تيكمه داش. يقدر عدد سكانها بـ 2,468 نسمة .